# 兵庫県第6区
兵庫県第6区（ひょうごけんだい6く）は、日本の衆議院議員総選挙における選挙区。1994年（平成6年）の公職選挙法改正で設置。

## 区域

### 現在の区域
2022年（令和4年）公職選挙法改正以降の区域は以下のとおりである。川西市の西部が5区に移行している。
- 伊丹市
- 宝塚市
- 川西市（南部）
  - 中央町、小花1・2丁目、小戸1〜3丁目、美園町、絹延町、出在家町、丸の内町、滝山町、鴬の森町、萩原1〜3丁目、火打1・2丁目、松が丘町、霞ケ丘1・2丁目、日高町、栄町、花屋敷山手町、花屋敷1・2丁目、寺畑1・2丁目、栄根1・2丁目、南花屋敷1〜4丁目、加茂1〜6丁目、下加茂1・2丁目、久代1〜6丁目、東久代1・2丁目、萩原台東1・2丁目、萩原台西1〜3丁目、鴬が丘、新田1〜3丁目、新田、平野1〜3丁目、多田桜木1・2丁目、東多田1〜3丁目、鼓が滝1〜3丁目、矢問1〜3丁目、矢問東町、西多田1・2丁目、錦松台、多田院1・2丁目、多田院多田所町、多田院西1・2丁目、満願寺町、満願寺、平野（字カキヲジ原を除く）、東多田、西多田、多田院、緑台1〜7丁目、向陽台1〜3丁目、水明台1〜4丁目、湯山台1・2丁目、鴬台1・2丁目、南野坂1・2丁目、西畦野（字丸山、字東通り）、清流台

### 2017年から2022年までの区域
2017年（平成29年）公職選挙法改正から2022年の小選挙区改定までの区域は以下のとおりである。川西市の旧東谷村の区域については、2017年の区割り変更により5区に移行している。
- 伊丹市
- 宝塚市
- 川西市（旧東谷村域を除く）
  - 中央町、小花1・2丁目、小戸1〜3丁目、美園町、絹延町、出在家町、丸の内町、滝山町、鴬の森町、萩原1〜3丁目、火打1・2丁目、松が丘町、霞ケ丘1・2丁目、日高町、栄町、花屋敷山手町、花屋敷1・2丁目、寺畑1・2丁目、栄根1・2丁目、南花屋敷1〜4丁目、加茂1〜6丁目、下加茂1・2丁目、久代1〜6丁目、東久代1・2丁目、萩原台東1・2丁目、萩原台西1〜3丁目、鴬が丘、新田1〜3丁目、新田、平野1〜3丁目、多田桜木1・2丁目、東多田1〜3丁目、鼓が滝1〜3丁目、矢問1〜3丁目、矢問東町、西多田1・2丁目、錦松台、多田院1・2丁目、多田院多田所町、多田院西1・2丁目、満願寺町、満願寺、平野（字カキヲジ原を除く）、東多田、西多田、多田院、石道、虫生、赤松、柳谷、芋生、若宮、緑台1〜7丁目、向陽台1〜3丁目、水明台1〜4丁目、清和台東1〜5丁目、清和台西1〜5丁目、湯山台1・2丁目、鴬台1・2丁目、けやき坂1〜5丁目、南野坂1・2丁目、西畦野（字丸山、字東通り）、清流台

なお、伊丹市や宝塚市と同様阪神北県民局の地域で、かつ能勢電鉄沿線で川西市南部と関係が深く兵庫県議会では川西市南部と同一の選挙区となっている川西市北部（1954年以前の川辺郡東谷村地域）と川辺郡猪名川町は第6区ではなく、但馬・丹波地区と同様第5区になる。

### 2017年以前の区域
1994年（平成6年）公職選挙法改正から2017年の小選挙区改定までの区域は以下のとおりである。
- 伊丹市
- 宝塚市
- 川西市

## 歴史
兵庫県の南東部に位置し（阪神・北摂地域）、大阪・神戸2大都市のベッドタウンとして発展してきた住宅地である。阪急電鉄宝塚線の路線敷設に伴って開発が進み、それまでの農村地帯から一転して関西を代表する郊外住宅地区に生まれ変わった。現在も宝塚市南部や伊丹市の中心部ではマンション開発が進んでいる。こうした事情もあって選挙区民のほとんどは他地域から移住してきた新住民で占められており、無党派層が極めて多い。
2000年代半ばまでは、環境大臣や防衛大臣を務め2016年8月に東京都知事に就任した小池百合子や、後に宝塚市長に転身した阪上善秀・中川智子が地盤としていた。また、2009年の第45回衆議院議員総選挙までは、自民党系候補（自民党・保守党）と非自民系候補（新進党→自由党・民主党）で当落が毎回入れ替わる激戦区となっていた。
2005年の第44回衆議院議員総選挙以降は小池は東京10区に国替えし、兵庫6区では小泉旋風に支えられて自民党新人の木挽司が当選したが、2009年の第45回衆議院議員総選挙では政権交代ブームの風に乗り、前回比例復活だった市村浩一郎が17万票以上を獲得して当選した。
2012年の第46回衆議院議員総選挙では自民党の大串正樹が初当選し日本維新の会の杉田水脈が比例復活、市村は落選した。
2014年の第47回衆議院議員総選挙では大串が再選。次世代の党に参加した杉田は大幅に得票数を落とし最下位で落選し、比例復活もできず議席を失った。
2017年の第48回衆議院議員総選挙ではかつてこの地域を地盤としていた小池が希望の党を結党し、元秘書の幾村奈応子を擁立したほか、民進党の桜井周は立憲民主党から、市村は日本維新の会から出馬した。与野党の混戦状態となったが大串が制し3選を決め桜井は比例復活当選、幾村は供託金没収の惨敗に終わった。また、杉田は自民党へ入党し比例中国ブロックから比例単独で出馬し当選した。
2021年の第49回衆議院議員総選挙では、大串、桜井、市村による三つ巴の争いとなり、市村が自身12年ぶりとなる当選となった。維新系候補が大阪以外の衆議院小選挙区において非自民第一党の候補と競合しつつも当選したのは過去においては2012年衆院選と2014年衆院選の各1例の計2例で市村が7年ぶりであり、維新が兵庫県に浸透しつつある象徴例として取り上げられた。また、敗れた大串、桜井も共に比例復活し、結果的にこの選挙区からの立候補者全員が当選した。
2024年の第50回衆議院議員総選挙では、桜井が当選したものの、大串、市村も比例復活した。
2003年から2014年までは隣接する7区とともに全国で1位2位を争う一票の格差が大きい選挙区であった。

## 小選挙区選出議員
| 選挙名                 | 年     | 当選者     | 党派         |
| ---------------------- | ------ | ---------- | ------------ |
| 第41回衆議院議員総選挙 | 1996年 | 小池百合子 | 新進党       |
| 第42回衆議院議員総選挙 | 2000年 | 小池百合子 | 保守党       |
| 第43回衆議院議員総選挙 | 2003年 | 市村浩一郎 | 民主党       |
| 第44回衆議院議員総選挙 | 2005年 | 木挽司     | 自由民主党   |
| 第45回衆議院議員総選挙 | 2009年 | 市村浩一郎 | 民主党       |
| 第46回衆議院議員総選挙 | 2012年 | 大串正樹   | 自由民主党   |
| 第47回衆議院議員総選挙 | 2014年 | 大串正樹   | 自由民主党   |
| 第48回衆議院議員総選挙 | 2017年 | 大串正樹   | 自由民主党   |
| 第49回衆議院議員総選挙 | 2021年 | 市村浩一郎 | 日本維新の会 |
| 第50回衆議院議員総選挙 | 2024年 | 桜井周     | 立憲民主党   |

## 選挙結果
時の内閣：第1次石破内閣 解散日：2024年10月9日 公示日：2024年10月15日
当日有権者数：44万3731人 最終投票率：54.90%（前回比：0.68%） （全国投票率：53.85%（2.08%））
| 当落 | 候補者名   | 年齢 | 所属党派     | 新旧 | 得票数   | 得票率 | 惜敗率 | 推薦・支持                                   | 重複 |
| ---- | ---------- | ---- | ------------ | ---- | -------- | ------ | ------ | -------------------------------------------- | ---- |
| 当   | 桜井周     | 54   | 立憲民主党   | 前   | 79,061票 | 33.20% | ――     | 国民民主党兵庫県連・社会民主党兵庫県連合推薦 | ○    |
| 比当 | 大串正樹   | 58   | 自由民主党   | 前   | 69,721票 | 29.28% | 88.19% | 公明党推薦                                   | ○    |
| 比当 | 市村浩一郎 | 60   | 日本維新の会 | 前   | 59,666票 | 25.06% | 75.47% |                                              | ○    |
|      | 伊藤正哉   | 36   | 参政党       | 新   | 16,702票 | 7.01%  | 21.13% |                                              |      |
|      | 吉見秋彦   | 50   | 日本共産党   | 新   | 12,957票 | 5.44%  | 16.39% |                                              |      |

時の内閣：第1次岸田内閣 解散日：2021年10月14日 公示日：2021年10月19日
当日有権者数：46万5210人 最終投票率：55.58%（前回比：6.45%） （全国投票率：55.93%（2.25%））
| 当落 | 候補者名   | 年齢 | 所属党派     | 新旧 | 得票数   | 得票率 | 惜敗率 | 推薦・支持                                   | 重複 |
| ---- | ---------- | ---- | ------------ | ---- | -------- | ------ | ------ | -------------------------------------------- | ---- |
| 当   | 市村浩一郎 | 57   | 日本維新の会 | 元   | 89,571票 | 35.21% | ――     |                                              | ○    |
| 比当 | 大串正樹   | 55   | 自由民主党   | 前   | 87,502票 | 34.39% | 97.69% | 公明党推薦                                   | ○    |
| 比当 | 桜井周     | 51   | 立憲民主党   | 前   | 77,347票 | 30.40% | 86.35% | 国民民主党兵庫県連・社会民主党兵庫県連合推薦 | ○    |

時の内閣：第3次安倍第3次改造内閣 解散日：2017年9月28日 公示日：2017年10月10日
当日有権者数：46万4425人 最終投票率：49.13%（前回比：2.53%） （全国投票率：53.68%（1.02%））
| 当落 | 候補者名   | 年齢 | 所属党派     | 新旧 | 得票数   | 得票率 | 惜敗率 | 推薦・支持               | 重複 |
| ---- | ---------- | ---- | ------------ | ---- | -------- | ------ | ------ | ------------------------ | ---- |
| 当   | 大串正樹   | 51   | 自由民主党   | 前   | 93,622票 | 41.75% | ――     | 公明党推薦               | ○    |
| 比当 | 桜井周     | 47   | 立憲民主党   | 新   | 69,878票 | 31.16% | 74.64% | 社会民主党兵庫県連合推薦 | ○    |
|      | 市村浩一郎 | 53   | 日本維新の会 | 元   | 38,398票 | 17.12% | 41.01% |                          | ○    |
|      | 幾村奈応子 | 37   | 希望の党     | 新   | 22,338票 | 9.96%  | 23.86% |                          | ○    |

- 杉田は第48回・第49回で自由民主党から比例中国ブロック単独で立候補し当選。

時の内閣：第2次安倍改造内閣 解散日：2014年11月21日 公示日：2014年12月2日
当日有権者数：47万8067人 最終投票率：51.66%（前回比：8.21%） （全国投票率：52.66%（6.66%））
| 当落 | 候補者名 | 年齢 | 所属党派   | 新旧 | 得票数    | 得票率 | 惜敗率 | 推薦・支持 | 重複 |
| ---- | -------- | ---- | ---------- | ---- | --------- | ------ | ------ | ---------- | ---- |
| 当   | 大串正樹 | 48   | 自由民主党 | 前   | 116,328票 | 48.93% | ――     | 公明党推薦 | ○    |
|      | 辻泰弘   | 58   | 民主党     | 新   | 61,902票  | 26.04% | 53.21% |            | ○    |
|      | 吉岡健次 | 45   | 日本共産党 | 新   | 34,647票  | 14.57% | 29.78% |            |      |
|      | 杉田水脈 | 47   | 次世代の党 | 前   | 24,877票  | 10.46% | 21.39% |            | ○    |

時の内閣：野田第3次改造内閣 解散日：2012年11月16日 公示日：2012年12月4日 最終投票率：59.87%（前回比：7.21%） （全国投票率：59.32%（9.96%））
| 当落 | 候補者名   | 年齢 | 所属党派     | 新旧 | 得票数   | 得票率 | 惜敗率 | 推薦・支持   | 重複 |
| ---- | ---------- | ---- | ------------ | ---- | -------- | ------ | ------ | ------------ | ---- |
| 当   | 大串正樹   | 46   | 自由民主党   | 新   | 99,988票 | 36.04% | ――     | 公明党推薦   | ○    |
| 比当 | 杉田水脈   | 45   | 日本維新の会 | 新   | 79,187票 | 28.55% | 79.20% |              | ○    |
|      | 市村浩一郎 | 48   | 民主党       | 前   | 58,270票 | 21.01% | 58.28% | 国民新党推薦 | ○    |
|      | 松崎克彦   | 57   | 日本未来の党 | 新   | 21,739票 | 7.84%  | 21.74% | 新党大地推薦 | ○    |
|      | 吉見秋彦   | 38   | 日本共産党   | 新   | 18,221票 | 6.57%  | 18.22% |              |      |

時の内閣：麻生内閣 解散日：2009年7月21日 公示日：2009年8月18日 最終投票率：67.08% （全国投票率：69.28%（1.77%））
| 当落 | 候補者名   | 年齢 | 所属党派   | 新旧 | 得票数    | 得票率 | 惜敗率 | 推薦・支持 | 重複 |
| ---- | ---------- | ---- | ---------- | ---- | --------- | ------ | ------ | ---------- | ---- |
| 当   | 市村浩一郎 | 45   | 民主党     | 前   | 172,889票 | 55.57% | ――     |            | ○    |
|      | 木挽司     | 50   | 自由民主党 | 前   | 104,014票 | 33.43% | 60.16% |            | ○    |
|      | 北野紀子   | 46   | 日本共産党 | 新   | 28,098票  | 9.03%  | 16.25% |            |      |
|      | 上野仁宏   | 38   | 幸福実現党 | 新   | 6,096票   | 1.96%  | 3.53%  |            |      |

時の内閣：第2次小泉改造内閣 解散日：2005年8月8日 公示日：2005年8月30日 （全国投票率：67.51%（7.65%））
| 当落 | 候補者名   | 年齢 | 所属党派   | 新旧 | 得票数    | 得票率 | 惜敗率 | 推薦・支持 | 重複 |
| ---- | ---------- | ---- | ---------- | ---- | --------- | ------ | ------ | ---------- | ---- |
| 当   | 木挽司     | 46   | 自由民主党 | 新   | 112,265票 | 36.40% | ――     |            | ○    |
| 比当 | 市村浩一郎 | 41   | 民主党     | 前   | 102,055票 | 33.09% | 90.91% |            | ○    |
|      | 阪上善秀   | 58   | 無所属     | 元   | 47,534票  | 15.41% | 42.34% |            | ×    |
|      | 中川智子   | 57   | 社会民主党 | 元   | 28,875票  | 9.36%  | 25.72% |            | ○    |
|      | 大塚寿夫   | 66   | 日本共産党 | 新   | 17,696票  | 5.74%  | 15.76% |            |      |

- 小池はこの選挙より東京10区へ国替え。
- 阪上は公認候補を差し替えられ、かつ比例も下位の予定だったことに反発し、無所属で出馬。落選後、2006年宝塚市長選に立候補し当選。2009年に阪上が収賄で逮捕され辞職した後の市長選には中川が立候補し当選。

時の内閣：第1次小泉第2次改造内閣 解散日：2003年10月10日 公示日：2003年10月28日 （全国投票率：59.86%（2.63%））
| 当落 | 候補者名   | 年齢 | 所属党派   | 新旧 | 得票数    | 得票率 | 惜敗率 | 推薦・支持 | 重複 |
| ---- | ---------- | ---- | ---------- | ---- | --------- | ------ | ------ | ---------- | ---- |
| 当   | 市村浩一郎 | 39   | 民主党     | 新   | 109,320票 | 42.68% | ――     |            | ○    |
|      | 阪上善秀   | 56   | 自由民主党 | 前   | 96,410票  | 37.64% | 88.19% |            | ○    |
|      | 中川智子   | 56   | 社会民主党 | 前   | 32,078票  | 12.52% | 29.34% |            | ○    |
|      | 大塚寿夫   | 64   | 日本共産党 | 新   | 18,351票  | 7.16%  | 16.79% |            | ○    |

- 小池は自民党に移籍し比例単独立候補で当選。

時の内閣：第1次森内閣 解散日：2000年6月2日 公示日：2000年6月13日 （全国投票率：62.49%（2.84%））
| 当落 | 候補者名   | 年齢 | 所属党派   | 新旧 | 得票数   | 得票率 | 惜敗率 | 推薦・支持 | 重複 |
| ---- | ---------- | ---- | ---------- | ---- | -------- | ------ | ------ | ---------- | ---- |
| 当   | 小池百合子 | 47   | 保守党     | 前   | 84,647票 | 33.81% | ――     |            |      |
|      | 市村浩一郎 | 35   | 民主党     | 新   | 73,931票 | 29.53% | 87.34% |            | ○    |
| 比当 | 中川智子   | 52   | 社会民主党 | 前   | 55,788票 | 22.28% | 65.91% |            | ○    |
|      | 前田えり子 | 50   | 日本共産党 | 新   | 30,887票 | 12.34% | 36.49% |            |      |
|      | 朝倉多恵子 | 56   | 自由連合   | 新   | 5,141票  | 2.05%  | 6.07%  |            |      |

- 阪上は小池との選挙協力によるコスタリカ方式で比例単独立候補で当選。中川は第41回は比例単独立候補で当選（いずれも比例近畿ブロック）。

時の内閣：第1次橋本内閣 解散日：1996年9月27日 公示日：1996年10月8日 （全国投票率：59.65%（8.11%））
| 当落 | 候補者名   | 年齢 | 所属党派   | 新旧 | 得票数   | 得票率 | 惜敗率 | 推薦・支持 | 重複 |
| ---- | ---------- | ---- | ---------- | ---- | -------- | ------ | ------ | ---------- | ---- |
| 当   | 小池百合子 | 44   | 新進党     | 前   | 89,672票 | 38.28% | ――     |            |      |
| 比当 | 阪上善秀   | 49   | 自由民主党 | 新   | 81,398票 | 34.75% | 90.77% |            | ○    |
|      | 佐伯勉     | 50   | 日本共産党 | 新   | 32,210票 | 13.75% | 35.92% |            |      |
|      | 間脇八蔵   | 32   | 民主党     | 新   | 26,594票 | 11.35% | 29.66% |            | ○    |
|      | 鈴木邦重   | 58   | 自由連合   | 新   | 4,376票  | 1.87%  | 4.88%  |            | ○    |